# 2. Fallschirmjäger-Division
2. Fallschirmjäger-Division sattes upp i februari 1943

## Slag
Delar av divisionen deltog i ett flygburet anfall mot ön Elba den 17 september 1943, för att ta den italienska garnisonen tillfånga.
Divisionen gjorde även en luftlandsättning för att återta ön Leros från brittiska styrkor den 12 november 1943.

### Normandie

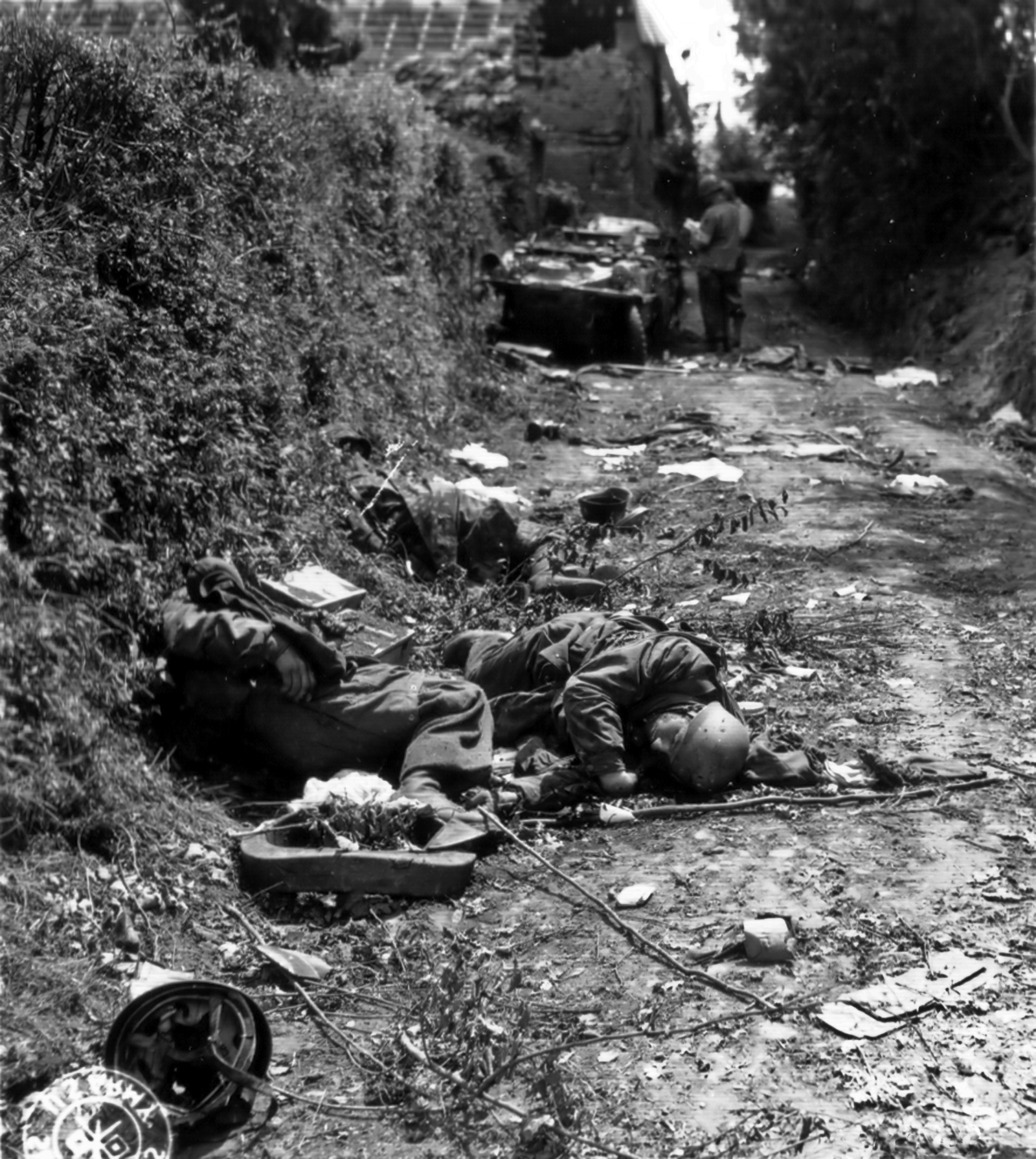
Amerikanska soldater från 4th Infantry Division inspekterar restern av en konvoj från 6. Fallschirmjäger Regiment, 16 juli 1944

Ett av divisionens regementen 6. Fallschirmjäger Regiment hade tillfälligt underställts 91. Luftlande-Infanterie-Division och deltog i försvaret mot de amerikanska luftlandsättningarna på Dagen D, regementet kom senare att försvara Carentan mot 101st Airborne Division under Slaget om Carentan.
Huvuddelen av divisionen hölls först i reserv men kom att inneslutas i Brest i augusti och deltog i det styvnackade försvaret av staden tills staden föll i september.

## Organisation
Divisionens organisation
- Divisionsstab
- 2. Fallschirmjäger Regiment
  - Fallschirm-Jäger-Battalion
  - Fallschirm-Jäger-Battalion
  - Fallschirm-Jäger-Battalion
- 7. Fallschirm-Jäger-Regiment
  - Fallschirm-Jäger-Battalion
  - Fallschirm-Jäger-Battalion
  - Fallschirm-Jäger-Battalion
- I / 2. Fallschirmjäger Artillery Regiment
- 5. Fallschirm-Aufklärungs-Kompanie
- 2. Fallschirm-Panzer-Jäger-Abteilung
- 2. Fallschirm-Pionier-Bataillon

## Befälhavare
Divisionens chefer
- Generalleutnant Hermann-Bernhard Ramcke (13 feb 1943 - 8 sep 1943)
- Oberstleutnant Kurt Meder-Eggebert   (8 sep 1943 - 13 sep 1943)
- Generalmajor Walter Barenthin   (13 sep 1943 - 14 nov 1943)
- Generalmajor Gustav Wilke   (14 nov 1943 - 17 mar 1944)
- Oberst Hans Kroh   (17 mar 1944 - 1 juni 1944)
- General der Fallschirmtruppen Bernhard Ramcke   (1 juni 1944 - 18 nov 1944)
- Generalmajor Hans Kroh   (18 nov 1944 - 18 sep 1944)
- Generalleutnant Walter Lackner   (15 nov 1944 - ? apr 1945)